# Apollonios (Sohn des Thraseas)
Apollonios (altgriechisch Ἀπολλώνιος), Sohn des Thraseas, war ein Statthalter der Seleukiden im frühen 2. Jahrhundert v. Chr.
Die Familie des Apollonios hatte ursprünglich der Gefolgschaft der Ptolemäer angehört, doch unter seinem Bruder Ptolemaios vollzog sie um das Jahr 202/201 v. Chr. einen Seitenwechsel hin zu den Seleukiden. Wohl als Amtsnachfolger seines Bruders amtierte Apollonios unter Seleukos IV. (187–175 v. Chr.) als Statthalter (strategos) von Koilesyrien und Phönizien, wo er in die Beschlagnahmung des Tempelschatzes von Jerusalem durch Heliodoros verwickelt war.
Sein Amtsnachfolger war Apollonios, Sohn des Menestheos.

## Anmerkung
1. ↑  2 Makk 3,5–7 EU.

| Personendaten    | Personendaten                                           |
| ---------------- | ------------------------------------------------------- |
| NAME             | Apollonios                                              |
| ALTERNATIVNAMEN  | Ἀπολλώνιος                                              |
| KURZBESCHREIBUNG | Statthalter der Seleukiden in Koilesyrien und Phönikien |
| GEBURTSDATUM     | 3. Jahrhundert v. Chr.                                  |
| STERBEDATUM      | 2. Jahrhundert v. Chr.                                  |